# Hakama

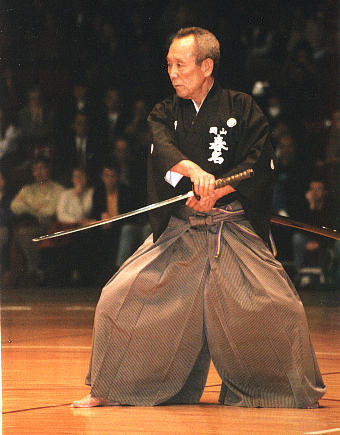
Hakama

El hakama (袴?) es un pantalón largo con pliegues (cinco por delante y dos por detrás) cuya función principal era proteger las piernas, por lo que originalmente se confeccionaba con telas gruesas y con algún diseño patrón. 
Posteriormente se convirtió en un símbolo de estatus o posición, algo que permitía distinguir rápidamente a un samurái, y evolucionó hacia una confección de tela más fina y de color liso oscuro (negro, azul índigo, gris). 
Era tradicionalmente llevado por los nobles japoneses de épocas anteriores, especialmente los samuráis y tomó su forma actual durante el periodo Edo en donde tanto hombres como mujeres podían llevar el hakama.
También existía otra que era falda tubular (sin piernas); y una tercera que era una versión más larga de la segunda usada por los sirvientes o las visitas del shōgun (o algún otro personaje importante). El exceso de tela era doblado y se colocaba entre las piernas para evitar que pudiera esconder un arma, y en caso de atacar entorpecer su huida.
Actualmente sólo se usa un tipo de hakama llamado joba hakama, mayormente usado como parte del kimono para ocasiones especiales. También por los practicantes de iaidō, kendō, aikidō y kenjutsu, aunque lo reservan para aquellos de mayor graduación (yudansha), y lo visten diferente: en el iaidō, kendō y kenjutsu el nudo queda en la espalda, mientras que en el aikidō se deja al frente (por cuestiones de practicidad, para realizar las caídas hacia atrás). 
El hakama se fija con cuatro tiras (himo); dos largas que provienen de cada lado de la parte frontal y dos más cortas que salen de la parte posterior que tiene una parte trapezoidal rígida llamada koshi-ate (腰板). Debajo de esa por dentro está la hakama-dome (袴止め) (un componente con forma de cuchara a veces referido como hera) que se coloca debajo del obi y ayuda a mantener el hakama en su lugar.
Hay varias formas de anudar el hakama: la "forma del guerrero" llamada shin musubi (nudo correcto) que es un nudo cuadrado simple con los finales del himo hacia adentro para que no se muevan al andar, y el "método común" o jumonji musubi (diez nudos) que se parece al kanji que representa ese número. En el caso de las mujeres, se puede también atar con el "nudo de la mariposa" o cho musubi que es el usado por las jinja maiko.
Tiene en su parte frontal siete pliegues, cinco en la delantera (tres a la derecha y dos a la izquierda) y dos en la parte posterior.

## Partes
- Koshiita: es el refuerzo posterior para la espalda, panel de madera delgada o plástico, firme pero flexible.
- Hakama-dome o Hera: Una pequeña pieza en forma de espátula o cuchara, hecha ya sea de hueso, madera o plástico, que cuelga con una costura debajo de la koshiita para colocarse por debajo del obi.
- Himo: son las cintas o cinturones:
  - Mae-himo, las cintas largas frontales (mae).
  - Ushiro-himo: cintas cortas posteriores (ushiro).
- Hida: los siete pliegues o dobleces

## Simbolismo de los pliegues
El hakama tiene siete pliegues, cinco adelante, y dos atrás, los cuales tiene distintas interpretaciones simbólicas:

### Tradiciónzen
Los Cinco Elementos llamados 五大 (Go Dai / Los Cinco Grandes), más la dualidad Yin y Yang:
- Tierra
- Agua
- Fuego
- Viento
- Vacío
- Yin
- Yang

### Tradiciónbudō
Siete virtudes:
1. Yuki: Coraje, valor.
2. Jin: Benevolencia, generosidad.
3. Gi: Justicia, integridad, rectitud.
4. Rei: Etiqueta, cortesía.
5. Makoto / Shin: Sinceridad, honestidad y realidad.
6. Chu / Chugi: Lealtad, fidelidad, devoción.
7. Meiyo: Honor, dignidad y prestigio.

## Plegado
Tanto la colocación como el plegado del hakama responde a todo un ritual (kitsuke) que puede variar según las personas y escuelas, pero que sigue por lo general el orden indicado en este apartado.
Las correas se pliegan en forma de trenza. Una vez el hakama está plegado, estas se despliegan a los lados. 
- Etapa 1: se repliega la correa inferior izquierda sobre ella misma atravesando el hakama.

- Etapa 2: lo mismo con la otra correa inferior.

- Etapa 3: la correa superior izquierda pasa bajo las dos correas anteriores para salir hacia arriba.

- Etapa 4: seguidamente rodea la parte superior de la correa derecha.

- Etapa 5: y se viene a posar en la parte inferior de la correa derecha superior.

- Etapa 6: la correa derecha superior pasa bajo las otras tres y sale hacia arriba.

- Etapa 7: rodea seguidamente la parte superior de la correa izquierda.

- Etapa 8: y finalmente se posa sobre la parte inferior de la correa superior izquierda pasando por el nudo formado por la correa superior izquierda.

- Datos: Q164668
- Multimedia: Hakama / Q164668